# Estheria vicina
Estheria vicina là một loài ruồi trong họ Tachinidae.